# Roslavlsky (huyện)
Huyện Roslavlsky (tiếng Nga: Рославльский райо́н) là một huyện hành chính tự quản (raion), của Tỉnh Smolensk, Nga. Huyện có diện tích 3090 km², dân số thời điểm ngày 1 tháng 1 năm 2000 là 83400 người. Trung tâm của huyện đóng ở Roslavl'.